# 7223 Dolgorukij
7223 Dolgorukij (1982 TF2) là một tiểu hành tinh vành đai chính được phát hiện ngày 14 tháng 10 năm 1982 bởi Zhuravleva, L. V., Karachkina, L. G. ở Nauchnyj.